# Haringsee
Haringsee je obec v Rakousku ve spolkové zemi Dolní Rakousy v okrese Gänserndorf.

## Geografie

### Geografická poloha
Haringsee se nachází ve spolkové zemi Dolní Rakousy v regionu Weinviertel. Rozloha území obce činí 27,11 km².

### Části obce
Území obce Haringsee se skládá ze tří částí (v závorce uveden počet obyvatel k 1. 1. 2017):
- Fuchsenbigl (348)
- Haringsee (674)
- Straudorf (167)

### Sousední obce
- na severu: Lassee
- na východě: Engelhartstetten
- na jihu: Eckartsau
- na západě: Leopoldsdorf im Marchfelde

## Politika

### Obecní zastupitelstvo
Obecní zastupitelstvo se skládá ze 19 členů. Od komunálních voleb v roce 2015 zastávají následující strany tyto mandáty:
- 14 ÖVP
- 5 SPÖ

### Starosta
Nynějším starostou obce Haringsee je Roman Sigmund ze strany ÖVP.